# 포인트 가드
포인트 가드(영어: Point guard, PG)는 농구의 포지션 중 하나이다. 통상적으로 1번이라고도 불리는데, 포인트 가드의 "포인트"는 점수가 아닌 분위기 (포인트)를 의미한다. 포인트가드는 팀의 사령탑 역할을 하기 때문에 따라서 포인트 가드는 보통 팀에서 가장 전술적 이해가 좋은 선수가 맡는다. 팀 전술에 따라 장신의 선수가 맡는 경우도 있지만, 센터와 파워 포워드와는 달리 높은 신장이 크게 요구되는 것은 아니다. 체격에 관계없이 민첩성, 농구 IQ와 리더십이 요구되는 것은 마찬가지이다. 감독의 전술적 지시를 가장 잘 이해하고 이를 수행해야 한다는 점에서 미식축구의 쿼터백과 비교되기도 한다.

## 포인트가드 특징
포인트가드는 다른 여타 농구의 포지션들처럼 몇몇 분야에 특화되어있다. 포인트가드는 주로 자신의 팀을 위한 득점 기회를 창출해내거나, 직접 골대를 향해 돌파하는 일을 맡는다. 디 로즈는 포인트가드를 일컬어 ‘직접 공을 다루고 팀원들에게 분배하는 플로어 위의 코치’라고 묘사했다. 이는 코트 위에서 플레이를 시작하고, 최적의 위치에 있는 팀메이트에게 공을 전달하고, 경기의 템포를 조절하는 것과 관련된다. 포인트가드는 언제 어떻게 속공을 해야 할지, 또 언제 어떻게 지공을 시작해야 할지 판단해야 한다. 또한 항상 샷 클락을 염두에 두고 경기 시간을 고려해야하며, 현재 점수 상황이나 남은 타임아웃 기회 등을 생각하며 플레이 해야 한다.
상대의 득점 이후, 공격을 위해 볼을 코트에서 운반하는 일은 주로 포인트가드가 하는 일이다. 패싱 스킬, 볼 핸들링, 그리고 넓은 시야가 필수적이다. 스피드 또한 중요한데, 빠른 포인트가드는 상대의 공간을 더 넓히고 떨어지게 하여 자신이 움직일 공간을 만들 수 있게 된다. 포인트가드는 주로 득점보다 어시스트로 가치를 평가 받는다. 또 다른 지표는 어시스트 당 턴오버 비율인데, 이는 선수의 의사 결정 능력을 보여준다. 하지만 여전히 최고 수준의 포인트가드들은  정확한 점프샷을 가져야 한다
좋은 신체 조건 (신장, 근육)은 포인트가드에게 장점이긴 하나 필수적인 조건은 아니다. 포인트가드에게 중요시 되는 능력은 상황 판단 능력, 속도, 민첩성, 그리고 볼 핸들링 스킬이다. 일반적으로 단신의 선수일수록 플로어에 가까워 좋은 드리블러인 경우가 많고 볼 핸들링 기술도 좋다. 따라서 포인트가드를 맡는 선수들은 키가 작은 경향이 있다. 장신의 선수 중에서 성공한 포인트 가드는 매직 존슨이 대표적인데, 6’ 9’’ (2.06 m)의 신장으로 NBA 시즌 MVP를 세 번이나 수상한 초일류 포인트 가드였다. NBA 시즌 MVP를 수상한 다른 포인트 가드로는 데릭 로즈, 밥 쿠지, 오스카 로버트슨 (비록 존슨에 가려졌지만 6’ 5’’ (1.96 m)의 키로 동시대 포워드들과 비슷한 신장이다), 그리고 두 번 수상한 스티브 내시 등이 있다. NBA에서 뛰는 포인트 가드들의 신장은 주로 6’ 0’’ (1.83 m)에서 6’ 4’’ (1.93 m) 사이이다. 그 예외로는 앞서 언급한 매직 존슨이나 페니 하더웨이, 가비 노우드, 마이클 카터-윌리암스, 마이클 조던 등이 있다.

## 플레이 스타일

### 공격

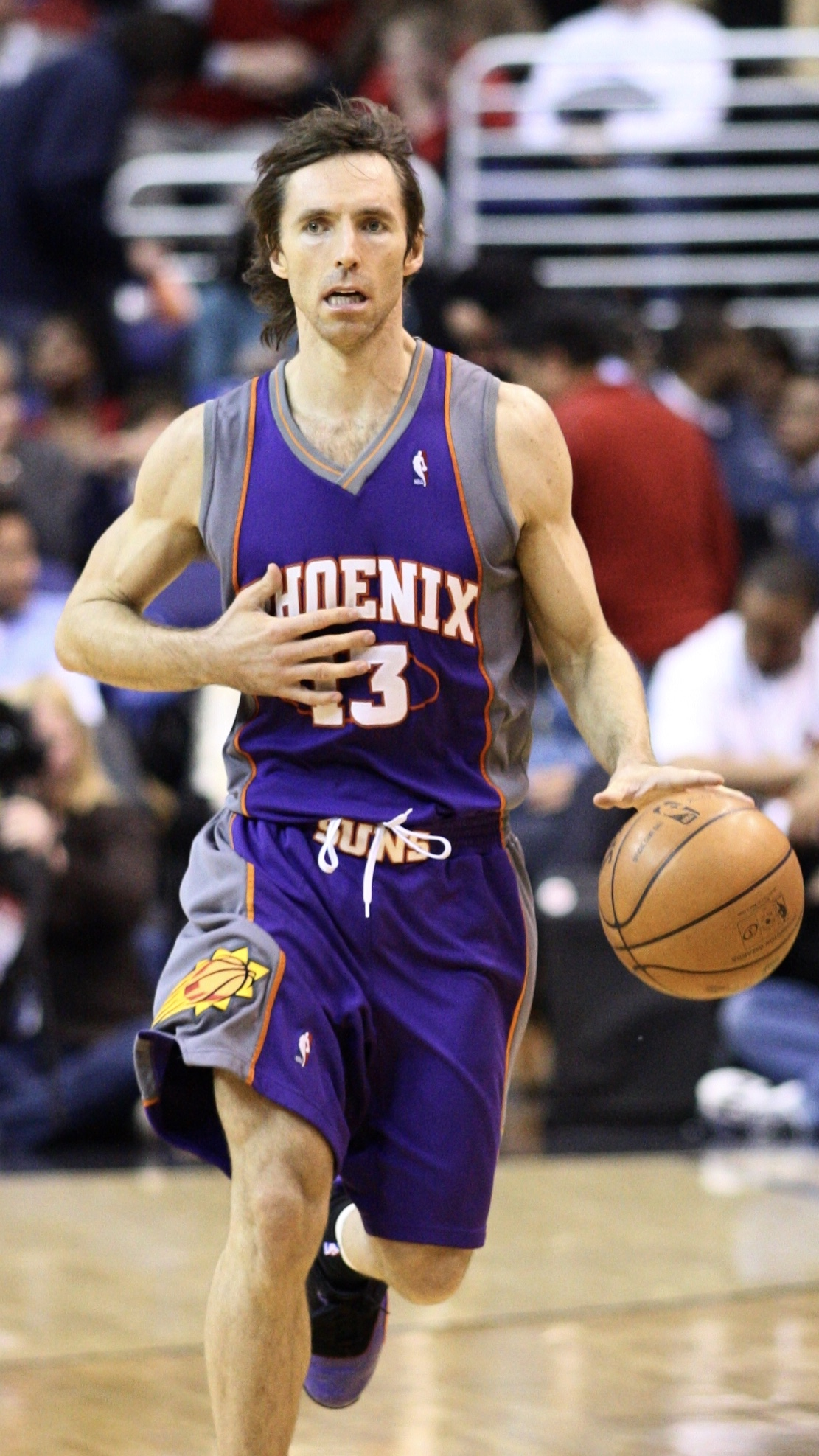
스티브 내시는 NBA 시즌 최다 어시스트를 5회 수상하였다

포인트 가드는 넓은 시야를 가져가기 위해 주로 3점 라인 가장자리에 위치하여 공격을 이끈다. 이는 포인트가드가 리더십을 가져야 하는 이유이기도 하다. 포인트 가드는 일반적으로 “플로어 위의 감독” 또는 “코트 위의 사령관”이라 불린다. 과거에는 이 말이 어느 정도 사실이었는데, 레니 윌킨스와 같은 몇몇 포인트 가드들이 팀의 코치 역할도 맡고 있었기 때문이다. 그러나 최근에 와서는 대부분의 감독이 감독 자체에 특화되고 선수로 뛰는 일은 드물어졌다. 몇몇 포인트 가드들은 여전히 공격에 있어서 많은 자유도가 부여되는데, 보스턴 셀틱스의 라존 론도나 제이슨 키드, 미네소타 팀버울브스의 리키 루비오와 같은 선수들이 그렇다. 예전 피닉스 선즈의 감독이었단 마이크 디앤토니는 스티브 내시가 자유롭게 공격을 이끌도록 하기도 하였다. 설령 많은 자유가 주어지지 않은 포인트 가드라고 하더라도, 그들은 플로어 위에서 감독의 연장선 역할을 하며 반드시 좋은 리더십을 가져야 한다. NBA 통산 최다 어시스트 기록 보유자인 존 스탁턴이 주로 이상적인 포인트 가드로 평가 받는다.
리더십과 농구IQ 외에도 볼 핸들링은 포인트 가드에게 아주 중요하다. 보통 포인트 가드는 경기 시간 대부분 공을 소유하게 되기 때문에 포인트 가드의 공 소유 능력이 그 팀의 공 소유 능력을 크게 좌우하며, 포인트 가드는 상대 팀의 압박으로부터 반드시 공을 지켜내야 한다. 좁은 공간에서나 강한 압박 안에서도 공을 지키고 빠르게 빈 공간으로 전개해낼 수 있는 능력이 요구된다. 빠른 속도와 민첩성으로 골 밑을 향해 돌파하는 능력 또한 귀중한 재능으로 여겨지며, 성공적인 공격을 위해서 필요한 옵션 중 하나이다.
볼 핸들링 다음으로 포인트 가드에게 중요한 덕목은 다음으로는 패싱과 득점 능력이다. 팀의 첫 디시전 메이커로서, 포인트 가드의 패스 능력은 그가 얼마나 자신이 구상한 플레이를 실행에 옮길 수 있는가를 좌우한다. 전술적으로 유리한 위치에 있는 팀원을 찾아내는 것도 능력이지만, 그런 팀원에게 공을 적절한 타이밍에 빠르게 전달할 수 있는가는 완전히 또 다른 능력이다. 이런 이유로, 항상은 아니지만 포인트 가드는 슈팅보다 패스 기술에 중점을 둔다. 그러나, 좋은 점프 슛과 돌파 후 득점 능력은 여전히 가치 있는 능력이다. 이런 득점 능력은 주로 포인트 가드의 효율성을 높이고 의사 판단, 플레이 메이킹을 원활하게 하는데 도움을 준다.
전통적인 포인트 가드의 역할 외에, 현대 농구 팀에서는 이 포지션을 응용할 새로운 방법을 모색하기 시작했다. 몇몇 포인트 가드들은 보통 더 큰 센터나 포워드들이 주로 사용하는 포스트 기술을 적극적으로 사용하기도 한다. 일반적으로 상대 포인트 가드가 작고 힘이 강하지 않다는 전제하에, 몇몇 현대의 포인트 가드들은 골 밑으로 포스트를 통해 접근하는 전술을 이용하는데, 이 과정에서 드롭 스텝, 스핀 무브, 페이드어웨이 점프샷 등을 채택한다. 이런 스타일의 대표적인 포인트 가드로는 뉴욕 닉스나 인디애나 페이서스에서 뛰었던 마크 잭슨이나 디트로이트 피스턴스의 천시 빌럽스 등이 있다.

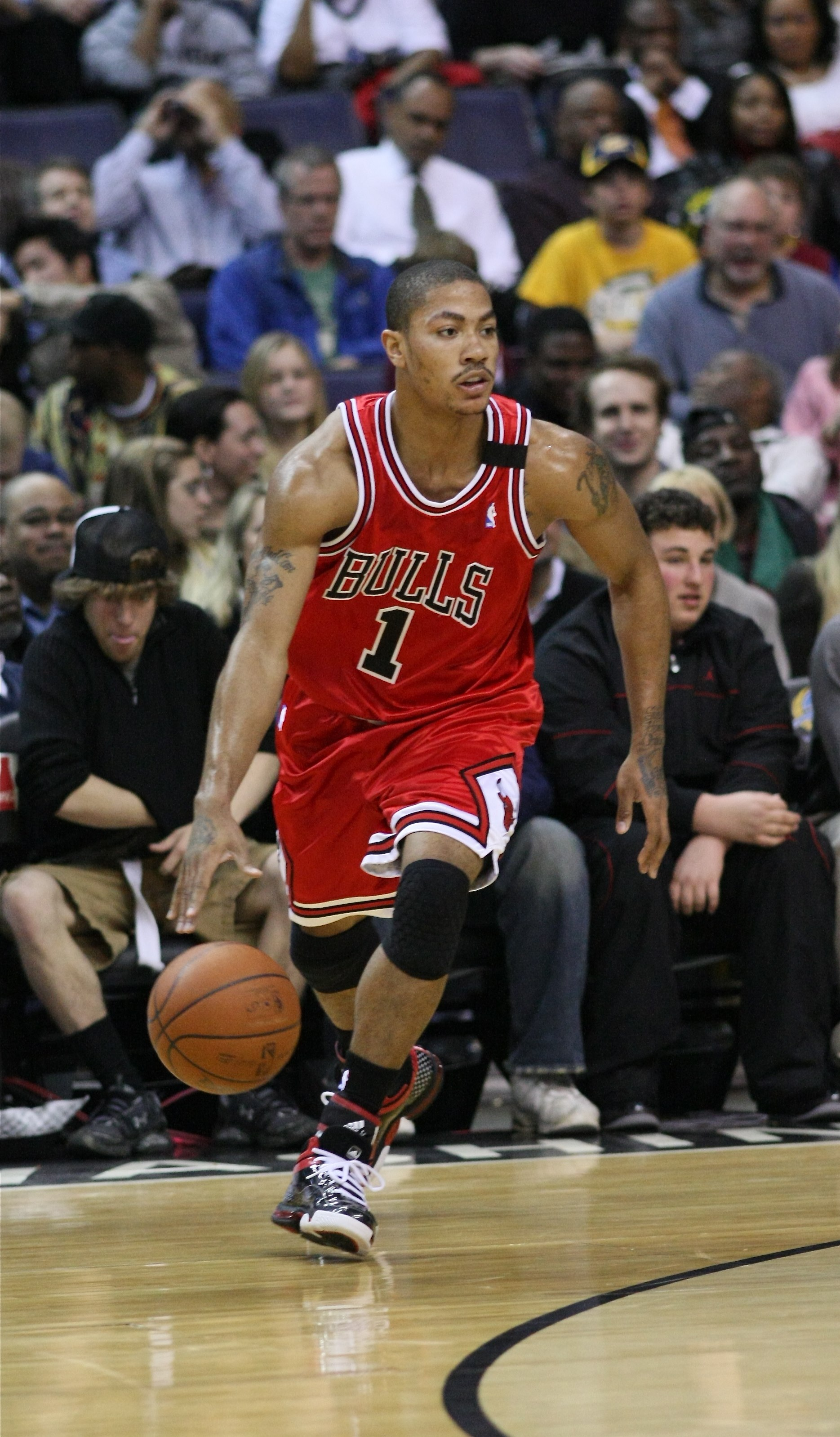
데릭 로즈는 NBA 최고의 스코어링 포인트 가드 중 한 명이다.

최근 몇 년 사이, 농구는 전통적 역할론에서 벗어나 재능 중심의 득점 지향형 스타일이 부상하기 시작했고, 이 중심에는 콤보 가드라 불리는 새로운 스타일의 포인트 가드의 등장이 있다. 콤보 가드는 더 폭발적인 운동능력을 바탕으로 플레이 메이킹이나 어시스트, 볼-무브먼트보다 득점에 주력하는 포인트 가드의 새로운 형태로, 토니 파커, 데릭 로즈, 브랜든 제닝스, 카이리 어빙, 제이슨 카스트로, 러셀 웨스트브룩 등이 있다. 단신의 어린 선수들은 예전에는 전통적 포인트 가드가 필요로 하는 스킬 (패스 중심의)을 연습하지 않고서는 NBA라는 높은 수준의 리그에 입성할 수 없었으나, 최근에는 득점 기술의 연습에도 많은 시간을 투자한다. 이런 콤보 가드들은 공을 운반해 와 패스를 하기보다는 돌파하여 직접 림을 공략하거나 스텝백 등으로 빠져 나와 외곽 슛을 노리는 방법으로 상대 수비를 곤란에 빠트린다. 하지만 콤보 가드의 기용은 여러 문제점도 안고 있다. 콤보 가드를 기용할 경우 코트 끝에서 끝까지 공을 운반 하고 마무리하기까지 다른 팀원이 공을 만져보지도 못한 채 그저 자리만 잡았다가 콤보 가드의 득점을 구경하고 다시 백코트 하게 되는 경우가 잦다. 이렇게 팀원들이 공격에 참여하지 않게 되는 것은 자칫 이기적인 플레이로 보일 수도 있으며, 다른 팀원들의 경기력 유지에도 악영향을 준다. 다만, 콤보 가드에게도 비록 퓨어 포인트 가드보다는 덜하더라도, 여전히 다른 여타 포지션에 비해서 좋은 패싱 능력이 요구된다.

### 수비

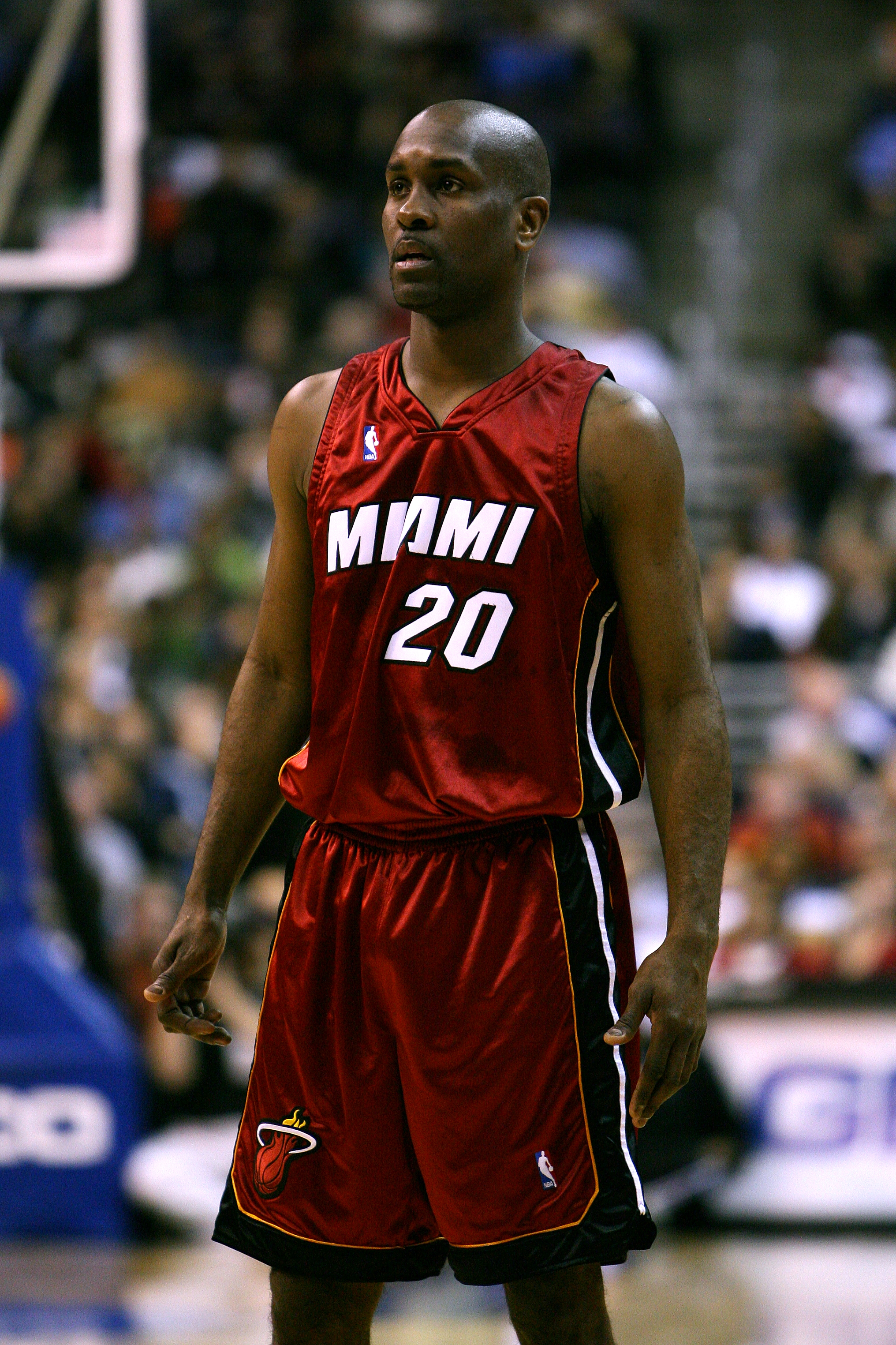
게리 페이튼은 뛰어난 수비 능력을 가진 포인트 가드로 유명하다

공격 시와 비슷하게, 수비 상황에서도 포인트 가드는 3점 라인 부근에서 상대 포인트 가드가 가능한 한 비효율적으로 플레이 하도록 수비한다. 포인트 가드의 좋은 수비는 상대 포인트 가드에게 계속해서 압박을 가하여 쉽게 공을 소유하지 못하게 만들고, 나아가 패스가 어렵게 하거나 패스 길목을 예측해 차단하고 속공과 같은 득점 기회를 창출해 내는 것이다..

## 같이 보기
- 포인트 포워드